# Nocardiaceae
Die Nocardiaceae bilden eine Familie innerhalb der Actinobakterien, die unter anderem die Gattungen Nocardia, Rhodococcus und Smaragdicoccus enthält. Alle Vertreter von der ehemals in Nocardiaceae stehenden, nun aufgelösten Gattung Micropolyspora findet man nun in der Gattung Nocardia.
Die Bakterien treten oft im Boden auf, einige Rhodococcus-Arten  findet man auch in Darm von einigen Insekten. Die Gattung Smaragdicoccus mit der einzigen Art Smaragdicoccus niigatensis Adachi et al. wurde im Februar 2007 entdeckt und den Nocardiaceae zugeordnet.

## Merkmale
Die Bakteriengattungen Nocardia und Rhodococcus benötigen Sauerstoff. Geringe Mengen oder völligen Ausschluss von Sauerstoff können sie nicht tolerieren, weshalb sie als obligat aerob bezeichnet werden. Alle Arten sind unbeweglich. Auf den Katalase-Test reagieren sie positiv, sie produzieren das Enzym Katalase. Da sie nicht zur Photosynthese befähigt sind, erfolgt ihre Ernährung chemoorganotroph durch einen Atmungsstoffwechsel.
Meist bilden sie verzweigte Myzelfäden, die oft in älteren Kulturen unter Bildung von Kokken und stäbchenförmigen Zellen auseinanderbrechen. Teilweise entstehen Luftsporen.
Zu den Arten zählen wirtschaftlich relevante Arten sowie einige Krankheitserreger.

## Systematik

### Äußere Systematik
Die Nocardiaceae werden zusammen mit den Familien Corynebacteriaceae, Dietziaceae, Mycobacteriaceae, Segniliparaceae und Tsukamurellaceae zu der Unterordnung Corynebacterineae gestellt. In anderen Quellen werden außerdem noch die Familien Williamsiaceae und Gordoniaceae geführt. Seit 1999 wurden mehrere neue Bakterienarten entdeckt, die der neu beschriebenen Gattung Williamsia in der neuen Familie Williamsiaceae zugeordnet wurden. Nach der gültigen Systematik der Bakterien gehört diese Gattung jedoch zur Familie Nocardiaceae. Die Familien Gordoniaceae und Nocardiaceae wurden 2009 zu der erweiterten Familie Nocardiaceae kombiniert.

### Innere Systematik
Nocardia ist die Typgattung der Familie Nocardiaceae. Zu den Nocardiaceae werden folgende Gattungen gestellt:
- Gordonia (ex Tsukamura 1971) Stackebrandt et al. 1989
- Millisia Soddell et al. 2006
- Nocardia Trevisan 1889
- Rhodococcus Zopf 1891
- Skermania Chun et al. 1997
- Smaragdicoccus Adachi et al. 2007
- Williamsia Kämpfer et al. 1999

Einige Arten von Nocardia mit der Typusart Nocardia asteroides (Eppinger 1891) Blanchard 1896:
- Nocardia abscessus Yassin et al. 2000
- Nocardia araoensis Kageyama et al. 2004
- Nocardia brasiliensis (Lindenberg 1909) Pinoy 1913
- Nocardia brevicatena (Lechevalier et al. 1961) Goodfellow and Pirouz 1982
- Nocardia concava Kageyama et al. 2005
- Nocardia elegans Yassin and Brenner 2005
- Nocardia inohanensis Kageyama et al. 2004
- Nocardia paucivorans Yassin et al. 2000
- Nocardia terpenica Hoshino et al. 2007

Und eine Auswahl von Arten der Gattung Rhodococcus mit der Typusart Rhodococcus rhodochrous (Zopf 1891) Tsukamura 1974:
- Rhodococcus aetherivorans Goodfellow et al. 2004
- Rhodococcus baikonurensis Li et al. 2004
- Rhodococcus corynebacterioides (Serrano et al. 1972) Yassin und Schaal 2005
- Rhodococcus percolatus Briglia et al. 1996
- Rhodococcus triatomae Yassin 2005

#### Einige Synonyme und Umstellungen
Die Arten von Micropolyspora Lechevalier et al. 1961 wurden in die Gattung Nocardia gestellt. Viele Arten von Rhodococcus wurden umgestellt, z. B. Rhodococcus aichiensis, Rhodococcus bronchialis, Rhodococcus chubuensis (nun Gordonia sputi), Rhodococcus rubropertinctus und andere in die Gattung Gordonia. Auch Vertreter von Nocardia wurden in andere Gattungen transferiert. So ist Nocardia sulphurea jetzt ein Synonym für Amycolatopsis sulphurea und Nocardia amarae für Gordonia amarae.